# 普羅政治學苑
普羅政治學苑（英語：Proletariat Political Institute）是由黃毓民於2010年在香港所創辦的政治及學術的媒體，以「反對黨國極權，實現普羅民主」為啟動宣言，主張香港應強烈否定中共政權的合法性，並要求推翻港共政權，建立全民制憲和重新立約的制度，以及透過「五區公投，全民制憲」的方式，去結束其專權統治。

## 意涵
普羅政治學苑英語中的「Proletariat」源自拉丁語「Proletarius」，意思指古羅馬社會最低層的人民，其字源「Proles」（子嗣）意味著他們只會添丁去令奴隸人口增加；後來馬克思用「Proletariat」（無產階級）來形容沒有資本及生產資料的工人階級，而將「Proletarius」套用於中文語境，就可譯作普羅大眾或平民百姓。

## 變動
2011年1月社民連分裂，當屆立法會議員黃毓民和陳偉業因不滿社民連時任主席陶君行拒絕「狙擊」民主黨，故帶領部分黨員退黨，獨立籌組普羅政治學苑並加入人民力量聯盟，讓退黨黨員自動加入普羅政治學苑，共計有200多名退黨成員。普羅政治學苑因此成為人民力量的次政團，也是人民力量重要組成部分，由黃毓民擔任普羅政治學苑主席。全盛時期，普羅政治學苑擁有2位香港立法會議員，其號召力比人民力量其他次政團選民力量、前綫（已退出）、藍陣（已退出）的總和還要大。
2013年3月底，因人民力量主要支持者蕭若元不滿黃毓民偏愛黃洋達，把其經營的網上電台香港人網解散，事件引發陳偉業及陳素玲等成員宣佈退出普羅政治學苑，並籌組進步民主連線、成為人民力量的次政團。而黃毓民也在5月20日宣佈退出人民力量，同屬普羅政治學苑的人民力量執委周峻翹亦宣佈退出人民力量，普羅政治學苑重新成為獨立組織，並表示未來工作以教學為主。

## 議員

### 立法會議員
| 界別     | 選區     | 姓名     | 2008-2012 | 2012-2016 | 2016-2020 | 備註 |
| -------- | -------- | -------- | --------- | --------- | --------- | ---- |
| 地方選區 | 九龍西   | 黃毓民   |           |           |           |      |
| 所得議席 | 所得議席 | 所得議席 | 1         | 1         | 0         |      |

## 選舉

### 立法會選舉
普羅政治學苑於2016年與熱血公民及香港復興會組成選舉聯盟，於五區共同參選立法會。九龍西選區參選人黃毓民最終宣告選舉失敗，普羅政治學苑在此屆立法會中未能取得任何議席。熱普城聯盟於選舉後解散。
| 選舉 | 民選得票 | 民選得票比例 | 地方選區議席 | 功能界別議席 | 總議席 | +/- | 備注               |
| 2008 | 37,553   | 2.48%        | 1 / 30       | 0            | 1 / 60 | 1 ▲ | 以社民連名義參選   |
| 2012 | 38,578   | 2.12%        | 1 / 35       | 0            | 1 / 70 | 0 ━ | 以人民力量名義參選 |
| 2016 | 20,219   | 0.93%        | 0 / 35       | 0            | 0 / 70 | 1 ▼ |                    |

## 歷任主席
- 主席  : 黃毓民（2010年6月28日-現任）